# Шарански
Шарански — деревня в Палкинском районе Псковской области России, входит в состав сельского поселения Черская волость.

## География
Деревня Шарански расположена в западной части Палкинского района, на высоте 52 м над уровнем моря.

## Население
Деревня не имеет постоянного населения.